# كنارك
كنارك (بالفارسية: کنارک, إيران) هي مدينة تقع في إيران في قسم. يقدر عدد سكانها بـ 28,685 نسمة .